# Odyssey (álbum)
Odyssey es el cuarto álbum de estudio del guitarrista sueco Yngwie Malmsteen, publicado en marzo de 1988 con el vocalista Joe Lynn Turner. Contiene la canción "Rising Force", uno de los clásicos del guitarrista en sus conciertos y una reedición del tema "Merlin's Castle", que compuso en sus primeros años. Además, posee tres canciones instrumentales ("Bite the Bullet", "Krakatau" y "Memories"). Sería el último álbum en el que colaborara con el teclista Jens Johansson y el baterista Anders Johansson.

## Lista de canciones
Todas las canciones escritas por Yngwie Malmsteen y Joe Lynn Turner excepto donde se indique:
1. "Rising Force" – 4:26
2. "Hold on" – 5:11
3. "Heaven Tonight" – 4:06
4. "Dreaming (Tell Me)" – 5:19
5. "Bite the Bullet" (Malmsteen) – 1:36
6. "Riot in the Dungeons" – 4:22
7. "Déjà Vu" – 4:17
8. "Crystal Ball" – 4:55
9. "Now Is the Time" – 4:34
10. "Faster Than the Speed of Light" – 4:30
11. "Krakatau" (Malmsteen) – 6:08
12. "Memories" (Malmsteen) – 1:14

## Personal
- Yngwie J. Malmsteen: Guitarra eléctrica y acústica
- Joe Lynn Turner: Voz
- Jens Johansson: Teclados
- Barry Dunaway: Bajo
- Anders Johansson: Batería

- Datos: Q945627